# Robert Gay (physicien)
Ne doit pas être confondu avec Robert Gay.
Robert (François, Pierre, Marie) Gay est un cristallographe français, né le 30 janvier 1912 à Marseille (France) et mort, à l’âge de 92 ans, le 3 décembre 2004 à Bordeaux (France). 
De 1946 à 1980, Robert Gay est nommé professeur (1951) et directeur du Laboratoire de Minéralogie de Bordeaux qui devient le Laboratoire de Cristallographie de la Faculté des sciences de l’université de Bordeaux en 1960. Il est vice-président de la Société française de minéralogie et de cristallographie en 1952.
Il est président de l’Association française de cristallographie en 1962 et chevalier de la Légion d'honneur en 1970.

## Biographie
Robert Gay est le fils de Léon (Louis, Maxime, Léon) Gay, professeur de chimie-physique à la Faculté des sciences de Montpellier et d’Hélène Tenaillon.
Il ne reste que quelques années à Marseille car son père Léon Gay est nommé professeur de chimie-physique à la Faculté des sciences de Montpellier. Son père est l’auteur d’un ouvrage sur la Dissociation électrolytique en trois volumes : t. 1 Méthode distillatoire, t. 2 Cryoscopie des électrolytes forts et t. 3 Conductimétrie des électrolytes forts (1934) (Hermann et Cie, Paris).
Robert Gay poursuit sa scolarité primaire et secondaire à Montpellier, puis des études supérieures en sciences naturelles à la Faculté des Sciences de l’Université de Paris. Il obtient le titre d'agrégé des sciences naturelles. En 1938, il épouse à Paris, Geneviève Heiblig.
En 1943, il devient sous le parrainage de Charles Victor Mauguin et Jean Wyart membre de la Société française de minéralogie.
Le 3 juin 1944, il présente sa thèse à la Faculté des sciences de l’université de Paris (Sorbonne) pour obtenir le grade de docteur es sciences physiques. La commission d’examen est présidée par Charles Mauguin. J Cabannes et Jean Wyart sont ses examinateurs.
Sa première thèse porte sur l' « Étude des phénomènes de précipitation par une méthode de diffusion. Applications minéralogiques ».
Sa deuxième thèse est intitulée « Propositions données par la faculté. La structure cristalline des hydroxydes alcalins ».

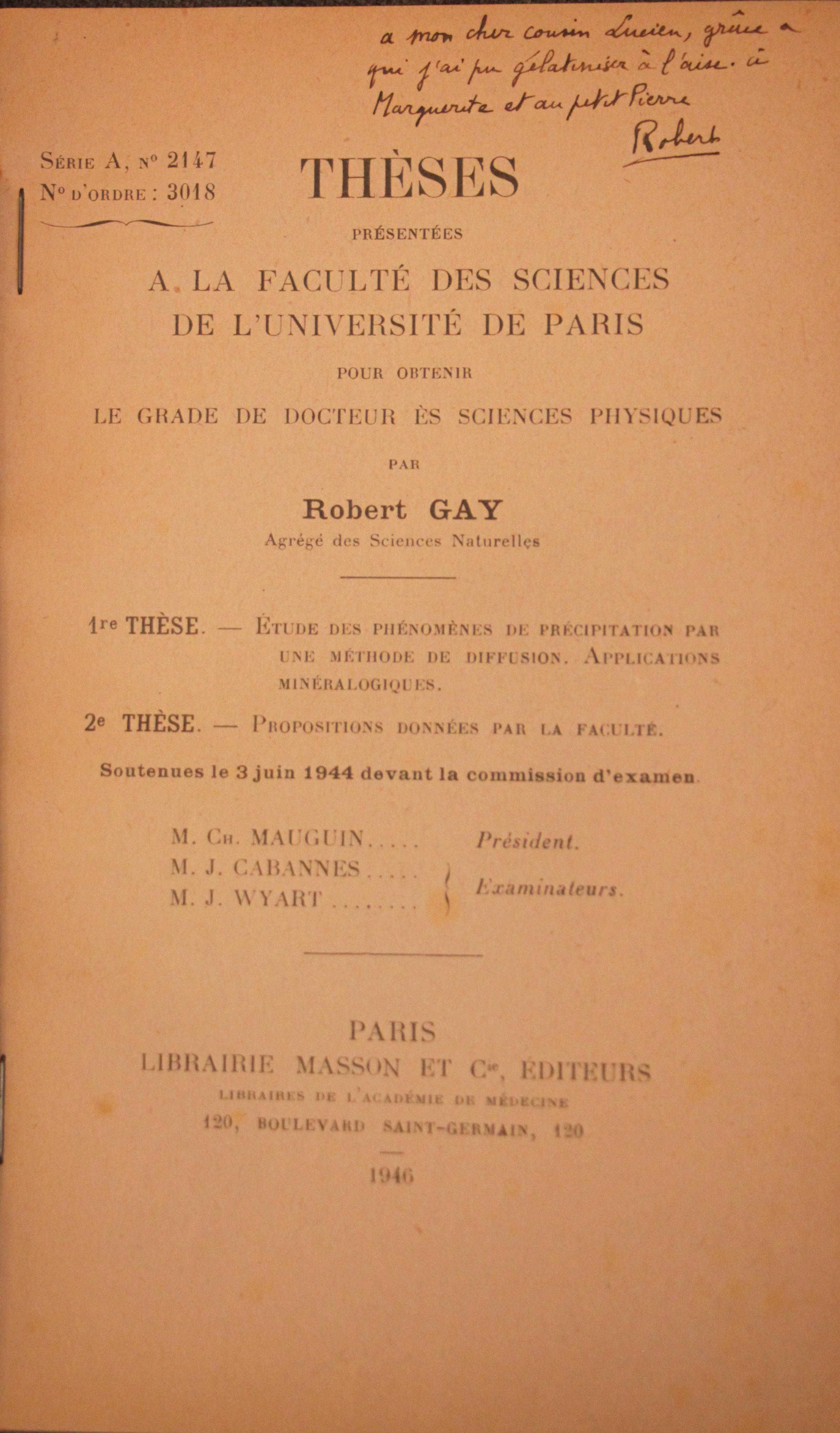
Thèse de Robert Gay (1946) dédicacée de la main de l'auteur

De 1944 à 1946, il est assistant à la Sorbonne. Il côtoie entre autres André Guinier, A.J. Rose et Hubert Curien. En 1946, il est nommé assistant à la Faculté des sciences de Bordeaux, cours Pasteur. Le laboratoire de Minéralogie se trouvait au 3e étage, les fenêtres donnaient sur le cours Victor-Hugo, et les appareils à rayons X et le laboratoire photo se trouvaient dans les caves. En 1951, il est nommé professeur titulaire et directeur du laboratoire de Minéralogie de l'université de Bordeaux..
En 1957, Robert Gay est cofondateur du DEA de physico-chimie structurale de Bordeaux avec Raymond Calas, Jacques Jousseau-Dubien, Adolphe Pacault, Auguste Rousset. Les étudiants du DEA dotés d'une formation initiale en cristallographie pouvaient poursuivre leurs études par une thèse de 3e cycle dans l'un des laboratoires de l'université de Bordeaux. Les étudiants de physique du solide (dir. Paul Hagenmuller), du CRPP (dir. Adolphe Pacault), de chimie organique (dir. Robert Lalande), de chimie analytique (dir. Jean-Claude Colleter), de spectroscopie infra-rouge (dir. Michel Couzi) et de géologie. Ils effectuaient alors des expériences au laboratoire de cristallographie. 
En 1960, le laboratoire achète une collection de près de 1 000 minéraux des Pyrénées, rassemblée par un amateur averti, E. Bonnel, qui vient augmenter la collection initiale du Laboratoire. En septembre 2003, cette collection est mise en dépôt au Muséum d’histoire naturelle de Bordeaux où elle porte le nom de « collection Robert-Gay » en hommage à celui qui fut le principal artisan de sa constitution.
En 1961, sous l'impulsion du doyen Brus, le laboratoire déménage sur le nouveau campus universitaire de Talence et devient associé au CNRS. D'équipe de recherche associée (ERA 06), il devient en 1975 laboratoire associé au CNRS (LA 144).
À Bordeaux, les cristallographes ont de gros besoins en calcul. Ils s'associent avec les mathématiciens en 1961 pour acquérir un IBM 1620, qui est installé au laboratoire de cristallographie. D'autres disciplines devenant clientes, un service de calcul de la Faculté est officiellement créé en 1967. Au début des années 80, le laboratoire est doté d'un Mini 6-92 de CII-Honeywell Bull. Avec son groupe, il résout des structures atomiques de composés organiques.
Entre 1958-1961, il publie son Cours de cristallographie, ouvrage de référence en trois volumes posant les bases de la cristallographie géométrique et physico-chimique et de la radiocristallographie. Il participe à l'écriture du volumineux Nouveau Traité de chimie minérale en 23 volumes publié sous la direction de Paul Pascal.
Entre 1945 et 1969, Robert Gay publie avec ses premiers collaborateurs, de nombreux articles scientifiques dans le Bulletin de Minéralogie et dans le Journal de Chimie Physique et de Physico-Chimie Biologique. Il contribue à établir les bases d'une méthode de détermination d'une structure cristalline par diffraction des rayons X. À partir de 1970, il n'a plus souhaité signer les articles de son laboratoire mais assurait la soumission aux éditeurs après relecture. Il a ainsi soumis plusieurs centaines d'articles, la plupart à Acta Crystallographica et les Comptes Rendus de l'Académie des Sciences, signés entre autres par Marc Alléaume, Yvette Barrans, Jean-Pierre Bideau, Louis Bonpunt, Georges Bravic, Micheline Breton, Bernard Busetta, Nguyen-Ba Chanh, Daniel Chasseau, José Clastre, Michel Cotrait, Christian Courseille, Christian Hauw, Jacques Gaultier, Yvette Haget, Michel Hospital, Jacques Housty, Pierre Marsau, Gilles Précigoux, Max Schvoerer. Durant cette période Robert Gay a été membre nommé du Comité national et de plusieurs RCP (Recherches coopératives sur programme) du CNRS.
En 1980, il fait valoir ses droits à la retraite. 

## Ouvrages
- Gay, Robert, Cours de cristallographie. T.1 Cristallographie géométrique, Gauthier-Villars et Cie, 1958, 253 p. (lire en ligne).
- Gay, Robert, Cours de cristallographie. T.2 Cristallographie physico-chimique, Gauthier-Villars et Cie, 1959, 232 p. (lire en ligne).
- Gay, Robert, Cours de cristallographie. T.3 Radio cristallographie théorique, Gauthier-Villars et Cie, 1961, 278 p. (lire en ligne).
- Gay, Robert, « Structure cristalline des oxydes et des composés oxygénés », dans R. Gay, M. Haissinsky, J. Hoarau, M.L. Josien, W. Lucquin, H. Lumbroso, P. Mondain-Monval, A. Pacault, P. Pascal, R. Pointeau et G. Sourisseau, Nouveau traité de Chimie minérale - Oxygène, ozone, oxydes, eau oxygénée, la combustion, soufre, sélénium, tellure, polonium, vol. 13, Masson, 1960 (lire en ligne), p. 313-467.